# Torch
Torch, svensk musikgrupp bildad 1981 i Eskilstuna av medlemmar från det  Black Sabbath-inspirerade bandet med namnet Black Widow. Tillsammans med bland andra Heavy Load och 220 Volt var de ett av Sveriges största hårdrocksband under 1980-talet. Torch upplöstes 1986 efter att ha släppt en sista EP, Bad Girls, 1984, men återförenades igen 2003. De spelade på Sweden Rock Festival 2009 och 2018.

## Medlemmar
Nuvarande medlemmar
- Steve Streaker (Håkan Hedlund) – trummor (1979–1986, 2013– )
- Chris J. First (Christer First) – gitarr (1979–)
- Håkky - gitarr (2013-)
- Ian Greg (Greger Jerlehagen) – basgitarr (1980–1986, 2013– )
- Dan Dark (Östen Bidebo) – sång (1981–1986, 2003– )

Tidigare medlemmar
- Stefan Wedlund – sång (1980–1981)
- Claus Wildt - gitarr (1979-1986)
- Kristian Huotari – trummor (2003–2009)
- Alex Jonsson – basgitarr (2003–2009)
- Tomi Peltonen – gitarr (2003–2009)
- Jörgen "Poe" Andersson – basgitarr (2009–2013)
- Magnus "Dynamite" Ulfstedt – trummor (2009–2013)
- Eric Rauti – gitarr (2009–2013)
- Mr. Kennywise (Kenneth Jonsson) – gitarr (2009–2013)

## Diskografi
Studioalbum
- 1983 – Torch (utgiven som Warlock i USA och Japan)
- 1984 – Electrikiss
- 2009 – Dark Sinner
- 2020 - Reignited

EP
- 1982 – Fireraiser
- 1984 – Bad Girls